# Сальватори, Ренато
Ренато Сальватори (итал. Renato Salvatori; 1933—1988) — итальянский актёр.

## Биография
Родился в семье каменщика. В кино начал сниматься с 1952 года, принимая в основном участие в детективных лентах. Первой его значительной работой стала роль в фильме Лукино Висконти «Рокко и его братья» (1960). Обладая острохарактерной внешностью, играл роли отрицательных героев — всяческих мерзавцев, жуликов, бандитов, прохвостов и так далее. 
Был мужем Анни Жирардо, с которой познакомился на съёмках фильма «Рокко и его братья» — в этой картине Сальватори играл Симоне, а Жирардо — Надю. По словам Жирардо, Сальватори не был хорошим мужем — злоупотреблял спиртным, угрожал ей. Умер от цирроза печени на 56-м году жизни.

## Фильмография
- 1958 — Злоумышленники неизвестны
- 1960 — В Риме была ночь
- 1960 — Рокко и его братья — Симоне Паронди
- 1960 — Дерзкий налёт неизвестных злоумышленников — Марио Анджелетти
- 1967 — Гарем
- 1969 — Кеймада — Тедди Санчес
- 1971 — Маяк на краю света — Монтефьоре
- 1971 — Сожжённые риги
- 1972 — Первая ночь покоя
- 1972 — Осадное положение — капитан Лопес
- 1973 — Короткий отпуск
- 1975 — Полицейская история
- 1975 — Цыган
- 1976 — Сиятельные трупы
- 1977 — Армагеддон — Альбер
- 1977 — Тодо модо
- 1979 — Луна
- 1981 — Трагедия смешного человека
- 1981 — Туз — Бретелло